# Kangyur
De kangyur, ook kanjur is een van de twee delen van de canon van het Tibetaans boeddhisme. Het betekent Vertaling van de woorden van Boeddha. Het tweede deel van die canon is de tengyur, Vertaling van het Onderricht, en is een verzameling commentaren op de kangyur.
Ook de bönreligie heeft een canon in twee delen, die eveneens de kangyur en tengyur heten.

## Ontstaan
Vanaf de achtste eeuw werden er vertalingen gemaakt vanuit het Sanskriet. Uit de negende eeuw dateren inventarisaties van gemaakte vertalingen met daarbij behorende instructies voor vertalers voor de juiste wijze van een correcte vertaling, zoals de Pangtangmacatalogus. 
Vanaf de twaalfde eeuw begonnen kloosters in hun bezit zijnde teksten te bundelen. Deze proto kangyurs konden per klooster verschillend van samenstelling zijn, omdat hun bezit aan teksten heel divers was.
De eerste – geschreven –  compilatie van de kangyur in min of meer de huidige samenstelling dateert van 1310 en werd vervaardigd in het klooster Narthang. Die staat bekend als de   Oude Narthang- editie  ter onderscheiding van latere in dit klooster gedrukte versies.
Enkele  aan het eind van de achtste eeuw vertaalde teksten zijn al in de kangyur opgenomen. Het betreft dan met name de soetra's. 
Veel andere teksten uit deze periode, die tot de literaire en culturele erfenis van de nyingmatraditie behoren zijn echter expliciet niet in de kangyur opgenomen. De reden is dat er vanaf begin 11e eeuw bij andere tradities hevige twijfel was of die teksten wel authentiek waren. Daarmee werd bedoeld dat die teksten hun oorsprong niet in India zouden hebben. Er zou geen oorspronkelijke tekst in het Sanskriet aan ten grondslag liggen. De implicatie daarvan is, dat die teksten in de achtste en negende  eeuw in Tibet zelf zouden moeten zijn ontstaan. De nyingma hebben als antwoord daarop een eigen verzameling van hun canonieke teksten bijeengebracht, de Nyingma Gyübum. De min of meer definitieve ordening van die verzameling vindt plaats in de 15de eeuw.
De min of meer finale compilatie van de canon wordt toegeschreven aan Butön Rinchen Drub (1290-1364) de elfde abt van het klooster Shalu.Er bestaan wat afwijkende versies, maar meestal heeft de kangyur 108 delen en de tengyur 224 delen. Van de kangyur wordt aangenomen dat alle oorspronkelijke teksten vanuit het Sanskriet afkomstig zijn, maar in een aantal gevallen is de Tibetaanse tekst in de canon terechtgekomen via een vroegere Chinese vertaling.

## Verdeling in secties
De kangyur is verdeeld in secties:
VinayaDe Vinaya behandelt de regels en voorschriften die de historische Boeddha vastlegde.
PrajnaparamitaDit zijn soetra's die handelen over de Volkomen Wijsheid. De bekendste zijn de Hartsoetra en de Diamantsoetra
AvatamsakaDe Avatamsaka handelt onder meer over de voortgang op het pad naar de volledige verlichting. Deze tekst is voor een deel via een eerdere Chinese vertaling in de kangyur gekomen.
RatnakutaRatnakuta gaat onder meer over de deugden van de bodhisattva's. Ook dit is een tekst die voor een deel gebaseerd is op eerdere Chinese vertalingen.
Andere soetra's en tantra'sDaarnaast hebben deze twee secties onder meer teksten over kloosterdiscipline, metafysica, de filosofie achter de Prajnaparamita, de doctrine van de Trikaya en die van de Alaya Vijnana (de acht staten van bewustzijn). Onderdeel van deze secties is de kalachakratantra met het verhaal over Shambala.

## Diverse edities
Het aantal teksten in de kangyur is niet altijd gelijk. Er zijn een aantal edities waarbij de verantwoordelijken voor de uitgave kennelijk verschillende opvattingen hadden over de authenticiteit van een tekst dan wel de juistheid van een vertaling. Teksten werden dus weleens vervangen of verwijderd. De aanschaf van een complete canon was een aanzienlijke uitgave. Vaak waren dus in de kleinere tempels, kloosters, etc. alleen maar een aantal tekstdelen beschikbaar.
Vanaf de 15e eeuw werden er in China - in het Tibetaans - een aantal blokdrukken van de kangyur vervaardigd, ook weer met wat afwijkende inhoud. Van die edities zijn er nu nog dertien bekend, waarvan er negen in China zijn gedrukt, drie in Tibet en een in Mongolië. De oudste nu nog aanwezige daarvan is de zogenaamde Yongleeditie, zogenoemd omdat deze Mingkeizer er twee eulogies voor heeft geschreven. Deze editie dateert van ca. 1410. De oudste Tibetaanse editie blokdrukken (de zogenaamde  Lithang- editie   dateert van 1621. De beroemdste Tibetaanse editie is de  Dergé- editie , in 1733 gedrukt in het voormalige koninkrijk Dergé in Kham

## Bekendheid in Europa
De eerste Europeaan die de kangyur en tengyur noemde is Ippolito Desideri. In zijn boek Relazione del Viaggio di Ippolito Desideri, in het Engels vertaald als An account of Tibet; The travels of Ippolito Desideri, dat een beschrijving is van zijn verblijf in het land van 1716-1721, maakte hij er meerdere malen melding van. Ook beschreef hij in globale zin - op correcte wijze - de inhoud. Dat bleef echter onopgemerkt in Europa, omdat het manuscript vrijwel gelijk na zijn overlijden in 1733 in de vergetelheid verdween. Een eerste publicatie in het Italiaans kwam er pas in 1904.

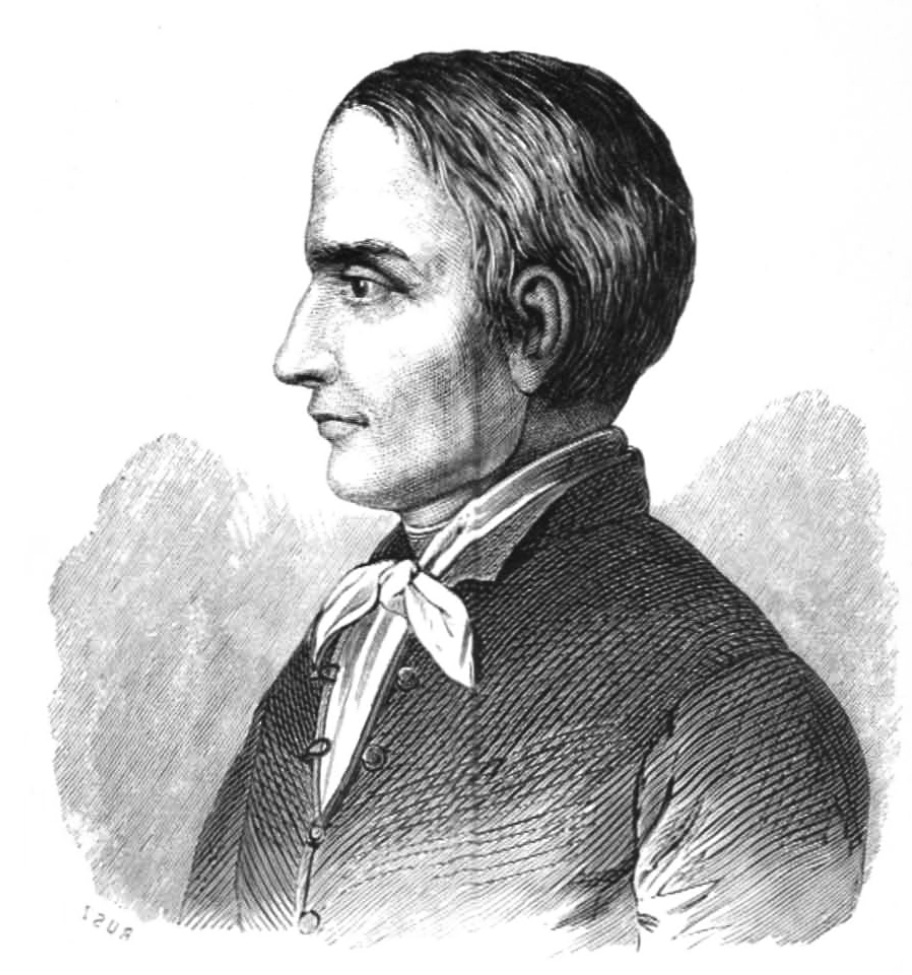
Sándor Kőrösi Csoma

De tweede keer dat de teksten genoemd werden, was in 1824. Het is dan Brian Houghton Hodgson, de resident van de British East India Company in Nepal, die de canons in het Sanskriet in kloosters in Nepal ontdekte. Hij wist enige tijd later de teksten in het Tibetaans te verkrijgen en zond kopieën daarvan naar wetenschappelijke instituten in Londen en Parijs. Een derde kopie zond hij naar Sándor Kőrösi Csoma, een Hongaars oriëntalist, die op dat moment in Calcutta woonde. Csoma beheerste het Tibetaans door een driejarig verblijf in Ladakh. Hij publiceerde een eerste algemene inhoud van de teksten. Hij wordt dan ook meestal beschouwd als de eerste Europese ontdekker ervan.

## De bön-kangyur
De traditie van de bön wil, dat met name tijdens twee perioden van vervolging van hun religie bönteksten verborgen werden zodat ze voor latere generaties bewaard konden blijven. De tweede van deze periodes van vervolging zou dan eind achtste eeuw geweest zijn. Hier begint voor de bönpo's de terma-traditie, waarbij teksten werden verborgen die op voorbestemde tijd weer ontdekt werden door tertöns. De nyingmaschool van het Tibetaans boeddhisme kent eenzelfde traditie.
In de literatuur van de bön is het grootste deel dan ook afkomstig van deze terma's.
Geleidelijk vormden deze teksten uiteindelijk een bön-canon, de bönpo-kangyur qua omvang ook vergelijkbaar met de Tibetaans boeddhistische canon.
In historische zin zijn de terma's vooral geschreven in de periode 1050-1300 en de laatste teksten van de bönpo-kangyur dateren van eind 14e eeuw.Een essentieel verschil met de kangyur van het Tibetaans boeddhisme is dan ook dat de bön-kangyur veel minder leunt op oorspronkelijk uit het Sanskriet afkomstige teksten, maar veel meer authentiek Tibetaanse teksten bevat.
De min of meer definitieve samenstelling van de canon van de bönpo-kangyur heeft rond 1450 plaatsgevonden. Het bestaan van een dergelijke canon werd voor een aantal westerse wetenschappers pas bekend na de vertaling door Sarat Chandra Das van gedeelten van  De Kristallen Spiegel van Filosofische Systemen. een werk van Thuken Lobzang Chokyi Nyima ( 1737-1802). Een volledige set van de bönpo-kangyur en -tengyur werd pas in 1928 door Joeri Rjorich ontdekt

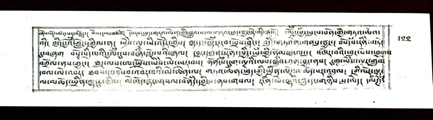
Pagina uit het dodenboek van de bönpo

## Verdeling in secties van de bön-kangyur
Ook de bön-kangyur is verdeeld in secties.
Het onderricht van de soetra'sDeze sectie bevat een groot aantal soetra's, alsmede teksten over kloosterdiscipline. Daarnaast heeft de sectie drie wat verschillende biografieën over Tönpa Shenrab Miwoche, de veronderstelde stichter van de bön. Deze sectie heeft 62 delen
Het onderricht van de BumDeze sectie bevat de bön-versie van de Prajnaparamita-teksten. Deze sectie heeft 102 delen. De term "Bum" betekent letterlijk honderdduizend. Het wordt in deze context gebruikt in de betekenis van zeer veel teksten.
Het onderricht van de tantra'sDeze sectie bevat de belangrijkste tantrische teksten van de bön. Deze sectie heeft 18 delen
Het onderricht van de SchattenDeze sectie handelt over de leer van de dzogchen, de Grote Perfectie, de belangrijkste doctrines en meditatieoefeningen van de bön. De belangrijkste tekst is die van de Mondelinge overlevering uit Zhangzhung, het gebied waar de bön ooit voor de 7e eeuw een bloeiperiode zou hebben gehad. Deze sectie heeft 4 delen.

## Vertalingen
Anno 2010 zijn er een redelijk aantal soetra's en tantra's uit de kangyur van het Tibetaans boeddhisme vertaald. Er is echter nog niets wat ook maar op een complete vertaling van de kangyur in een Europese taal lijkt. In 2009 heeft in Bir, India een conferentie van een groot aantal Tibetaans-Engelse vertalers plaatsgevonden. Deze groep heeft zich tot doel gesteld om in 2035 een Engelse vertaling van de volledige kangyur en een groot deel van de tengyur gereed te hebben.
Aan het begin van de 21e eeuw is slechts een relatief klein deel van de literaire traditie van de bön onderwerp van wetenschappelijke studie geweest. De bönpo-kangyur en -tengyur zijn waarschijnlijk ook de laatste grote Aziatische tekstverzamelingen die voor het grootste deel nog door westerse wetenschappers moet worden onderzocht.